# Otto II van Palts-Mosbach
Otto II van Palts-Mosbach, bijgenaamd Mathematicus, (22 juni 1435 – Neumarkt, 8 april 1499) was van 1461 tot aan zijn dood vorst van Palts-Mosbach en Palts-Neumarkt. Hij behoorde tot het huis Palts-Mosbach.

## Levensloop
Otto II was de oudste zoon van vorst Otto I van Palts-Mosbach uit diens huwelijk met Johanna van Beieren-Landshut, dochter van hertog Hendrik XVI de Rijke van Beieren-Landshut. In 1460 ondernam hij een bedevaart naar Palestina, waar hij in de nacht van 3 op 4 juli 1460 in de Heilig Grafkerk in Jeruzalem tot ridder in de Orde van het Heilig Graf van Jeruzalem werd geslagen.
Na de dood van zijn vader werd hij in juli 1461 vorst van Palts-Mosbach en Palts-Neumarkt. Hij resideerde voornamelijk in Neumarkt, waar het hem lukte om het jarenlange conflict met de burcht van Wolfstein en de bijbehorende bezittingen op te lossen. De graven van Palts-Neumarkt hadden herhaaldelijk geprobeerd om zich de bezittingen van de Wolfsteins toe te eigenen, die in 1435 van keizer Sigismund van het Heilige Roomse Rijk dezelfde rechten hadden gekregen als Neumarkt. Zijn vader verhoogde de druk op de Wolfsteins zodanig, dat ze de burcht en hun landerijen afstonden aan de Boheemse koning, die de domeinen al snel aan zijn plaatsvervanger in Neuschönberg schonk. Otto II slaagde er daarna in om Wolfstein te verwerven en in zijn domeinen te integreren.
Op 4 oktober 1490 stond Otto II zijn landerijen middels een schenkingsakte af aan keurvorst Filips van de Palts, die voortaan zijn medeheerser werd. Otto zelf had immers geen kinderen en zijn enige nog levende broer Albrecht maakte als bisschop van Straatsburg deel uit van de geestelijke stand.
Otto II van Palts-Mosbach stierf in april 1499 in het Paltsgravenslot in Neumarkt. Met zijn dood stierf het huis Palts-Mosbach in de mannelijke lijn uit en vielen Palts-Mosbach en Palts-Neumarkt terug aan de Keurpalts. Hij werd bijgezet in de Hofkerk in Neumarkt.

## Astronoom
Otto kreeg de bijnaam Mathematicus vanwege zijn interesse in wiskunde en astronomie. In zijn residentie in Neumarkt liet hij een kleine sterrenwacht bouwen, de zogenaamde Mathematikerturm, die niet bewaard is gebleven. Nadat hij in 1490 de heerschappij in zijn gebieden had afgestaan aan Filips van de Palts, trok Otto zich er steeds meer terug en besteedde hij zijn tijd vrijwel volledig aan astronomische waarnemingen.